# Knoxville (Iowa)
Knoxville es una ciudad ubicada en el condado de Marion en el estado estadounidense de Iowa. En el Censo de 2010 tenía una población de 7313 habitantes y una densidad poblacional de 610,5 personas por km².

## Geografía
Knoxville se encuentra ubicada en las coordenadas 41°19′8″N 93°6′9″O / 41.31889, -93.10250. Según la Oficina del Censo de los Estados Unidos, Knoxville tiene una superficie total de 11.98 km², de la cual 11.98 km² corresponden a tierra firme y (0%) 0 km² es agua.

## Demografía
Según el censo de 2010, había 7313 personas residiendo en Knoxville. La densidad de población era de 610,5 hab./km². De los 7313 habitantes, Knoxville estaba compuesto por el 96.85% blancos, el 1.09% eran afroamericanos, el 0.27% eran amerindios, el 0.48% eran asiáticos, el 0.03% eran isleños del Pacífico, el 0.25% eran de otras razas y el 1.03% pertenecían a dos o más razas. Del total de la población el 1.89% eran hispanos o latinos de cualquier raza.

## Localidades adyacentes
El siguiente diagrama muestra a las localidades más próximas a Knoxville.